# 哥伦布日
哥伦布日（英語：Columbus Day）是美洲部分国家的法定假日，用以纪念意大利探險家、殖民者、航海家克里斯托弗·哥伦布於1492年“发现”美洲新大陆，开拓新天新地及扩展西方文明。10月12日、或10月的第二個星期一为美国的联邦法定假日，多数银行、公立学校于该日放假，但各州的法律不同。西班牙國慶日亦定於同日（10月12日），紀念理由與哥倫布日相同。另外哥倫布日與加拿大的感恩節也是同一天（10月的第二個星期一）。

## 美國
哥倫布日是美國於1792年首先發起的，這一年正是哥倫布“發現”美洲三百周年。打贏美國獨立戰爭的美國人希望擺脫殖民地對英國的文化認同，設立哥倫布日有助於美國人增強自己的國家認同感。俄亥俄州的州府就以哥倫布命名。1893年，芝加哥舉辦了盛大的哥倫布展覽會，展現美國新興工業的驕傲成果。1909年，哥倫布日正式成為美國的聯邦假日。此後，這個節日逐漸傳遍美國各地以及拉丁美洲國家。
1934年，在意大利裔美国人、哥倫布騎士會和天主教會的影響下，美國總統富蘭克林·德拉諾·羅斯福簽署行政命令，並經美國國會立法通過後，正式把10月12日列為哥倫布日，並定為聯邦法定假日。1971年起，改為每年美國十月第二個星期一，並定為美國的聯邦法定假期，美國大多數州會舉辦活動以示紀念。但阿拉斯加州、夏威夷州、俄勒岡州、南達科他州和佛蒙特州根本不承認哥倫布日，哥倫布日亦從來不是聯邦假日，因此作為聯邦假日一般會放假，但視乎各州法律。
由1992年（哥倫布發現美洲500週年）开始，美國加利福尼亚州的伯克利成為首個使用原住民日（英語：Indigenous People's Day）取代哥伦布日的美國城市。加利福尼亚州的塞瓦斯托波尔和圣克鲁斯、威斯康辛州的戴恩县、明尼苏达州的明尼阿波利斯以及华盛顿州的西雅图都效仿了伯克利市的这一改变。
2016年，佛蒙特州政府開始改為慶祝美國原住民日，而不是哥倫布日。南達科他州慶祝這一天被稱為美國原住民日的官方假日，並非法定假日。另外兩個州，愛荷華州和內華達州，並不把它作為一個法定假日慶祝。
近年美國很多城市的政府改為慶祝原住民日，即使哥倫布日繼續是聯邦法定假日，批评者指相关改动为政治正確的表現。
意大利裔美国人一直视哥伦布为意大利人的光榮，並代表意大利文化，他們認為哥倫布是為意大利裔美國人在美國出頭天的象徵，這是因為早年意大利裔美國人在美國因作為天主教社群而受盡歧視（當時普遍美國人認為天主教徒受羅馬教廷支配，會變成新的殖民者），該日亦代表意大利裔美國人對美國的貢獻，並不代表對美國原住民的不尊重。紀念哥倫布並不等同於認可歐洲殖民及迫害印第安人的歷史。
美國廣域的基督新教基督教恐怖主義組織三K黨和一些基督新教教會反對慶祝哥倫布或樹立紀念碑，因為他們認為把哥倫布日定為法定假日，會增加了天主教在美國的影響力，而美國主要是一個以新教徒為主的國家。

## 美洲各地
哥伦布日這個習俗亦開始傳遍整個美洲，現在不論北美洲、南美洲，還是加勒比海地區的國家都會在哥倫布日舉行紀念活動。
在巴哈马，哥伦布日被称之为发现日（英語：Discovery Day），拉丁美洲大部分国家称之为居民日或拉丁人日（西班牙語：Día de la Raza），伯利兹和乌拉圭称之为美洲人日（西班牙語：Día de las Américas），阿根廷称之为尊重文化多样性之日（西班牙語：Día del Respeto a la Diversidad Cultural），意大利和世界各地的小意大利称之为克里斯托弗·哥伦布国家日（義大利語：Giornata Nazionale di Cristopher Columbus）或克里斯托弗·哥伦布国家嘉年华日（義大利語：Festa Nazionale di Cristoforo Colombo）。
在阿根廷，由阿根廷總統克里斯蒂娜·费尔南德斯·德基什内尔發布「必要性和緊迫性法令」，該名稱改為「尊重文化多樣性日」，並將哥倫布雕像移走，其彷效委內瑞拉在烏戈·查韋斯擔任委內瑞拉總統時，於2002年更名為「本土抵抗日」並推倒哥倫布雕像。
哥斯達黎加在1994年改為「文化遭遇日」。
巴西因為原屬葡萄牙殖民地，本來就不紀念哥倫布，但亦有相關紀念原往民的活動。

## 爭議及近年現況
虽然哥倫布为欧洲开启了殖民及发展美洲的大门，但对當地的美洲原住民印地安人来讲则是受到歐洲殖民者侵略的开始，從此大量美洲的原住民人口大幅下降，歐洲殖民者佔據美洲土地,對於美洲這是一個悲哀的日子，因為他們的生活從此被徹底改變：疾病、失去土地、戰爭，不但令大量印第安人死亡，更令他們無法自給自足，成為美國社會的底層，甚至被當作不存在。所以每年到了這一天，不少印第安人都會舉行活動抗議殖民統治，並在哥伦布日的巡遊慶祝活動中抗議。近年因為反對種族主義和轉型正義的聲音高漲，很多美國城市不再紀念哥倫布日，改為慶祝原住民日，以紀念原住民對美洲的貢獻。乔治·弗洛伊德之死引发的拆除历史争议人物雕像浪潮之中，大大提高了這個爭議。

## 链接
- 尼雷尔日